# Episodi di See (terza stagione)
La terza e ultima stagione della serie televisiva See, composta da otto episodi, è stata distribuita a livello internazionale dal 26 agosto al 14 ottobre 2022 dal servizio di streaming Apple TV+.
| nº | Titolo originale           | Titolo italiano             | Pubblicazione USA | Pubblicazione Italia |
| -- | -------------------------- | --------------------------- | ----------------- | -------------------- |
| 1  | Heavy Hangs the Head       | Pesante è la corona         | 26 agosto 2022    | 26 agosto 2022       |
| 2  | Watch Out for Wolves       | Attenti ai lupi             | 2 settembre 2022  | 2 settembre 2022     |
| 3  | This Land Is Your Land     | Questa terra è la tua terra | 9 settembre 2022  | 9 settembre 2022     |
| 4  | The Storm                  | La tempesta                 | 16 settembre 2022 | 16 settembre 2022    |
| 5  | The House of Enlightenment | La Casa del Chiarore        | 23 settembre 2022 | 23 settembre 2022    |
| 6  | The Lowlands               | Le pianure                  | 30 settembre 2022 | 30 settembre 2022    |
| 7  | God Thunder                | Tuono divino                | 7 ottobre 2022    | 7 ottobre 2022       |
| 8  | I See You                  | Io ti vedo                  | 14 ottobre 2022   | 14 ottobre 2022      |